# 밝은 거성
밝은 거성(Bright giant) 또는 휘거성(輝巨星)은 여키스 항성 분류에 의하면 광도분류 II에 속하며 거성과 초거성의 중간 단계에 있다. 이들은 거성 중에서 밝지만, 초거성보다는 광도 등급이 낮은 존재들이다.
밝은 거성들 중 대표적인 별들은 다음과 같다.
- 아다라(큰개자리 엡실론) : B형(청백색)의 휘거성
- 페르카드(작은곰자리 감마) : A형(흰색)의 휘거성
- 사르가스(전갈자리 세타) : F형(황백색)의 휘거성
- 다비흐(염소자리 베타1) : G형(황색)의 휘거성
- 알파드(바다뱀자리 알파) : K형(오렌지색)의 휘거성
- 라스 알게티(허큘리스자리 알파1) : M형(적색)의 휘거성

## 같이 보기
- 주계열성
- 준거성
- 거성
- 초거성
- 극대거성
- 항성 분류